# 保莱
保莱，是匈牙利巴兰尼亚州所辖的一个村。总面积2.15平方公里，总人口107，人口密度49.8人/平方公里（2011年1月1日）。